# Ярківська вулиця (Конотоп)
Вулиця Ярківська — одна з найстаріших та найдовших вулиць міста Конотоп Сумської області.

## Розташування
Розташована в історичному районі міста — Дрижчовка. Пролягає від площі Конотопських дивізій до вулиці Сарнавська.

## Назва
Назва вказує на особливості місцевості, по якій пролягає вулиця. Походить від назви типу ландшафту «яр».

## Історія
Вулиця існує з XVIII століття. Найстаріші згадки про заселеність вулиці датуються 1782 роком.
До 1920-тих років частина сучасної вулиці називалась Глухівський тракт. Походить від назви дороги, що вела з міста Конотоп до міста Глухів (нині — Сумська область).
Частина вулиці, від вулиці Генерала Драгомирова до вулиці Нахімова, до XIX століття мала назву Дрижчовська вулиця. Назва була пов'язана з назвою одного з козацьких куренів Конотопу, періоду XVII століття — XVIII століття — «Дрижчовський», що розміщувався на території нинішніх вулиць Володимира Великого, Сарнавська та Генерала Драгомірова.
Частина вулиці від Площі Конотопських дивізій до вулиці Володимира Великого мала назву Кирасирська вулиця. Назва походить від французького варіанту важкої кінноти — кірасирів.
З 1920-х років — Ярківська вулиця.